# Michał Rosa
Michał Rosa, est un réalisateur et scénariste polonais, né le 27 septembre 1963 à Zabrze.

## Biographie
Michał Rosa a fait ses études à l'École polytechnique de Silésie (architecture) et à l'Université de Silésie (Faculté de radio et télévision).

## Filmographie

### Réalisateur
- 2008 : Scratch (Rysa)
- 2006 : Co słonko widziało (pl)
- 2001 : Cisza (pl)
- 1998 : Farba
- 1994 : Gorący czwartek (pl)

## Série télévisée
- 2008 à 2011 : Czas honoru (pl)
- 2002 à 2010 : Samo życie (pl)